# 金声电影院

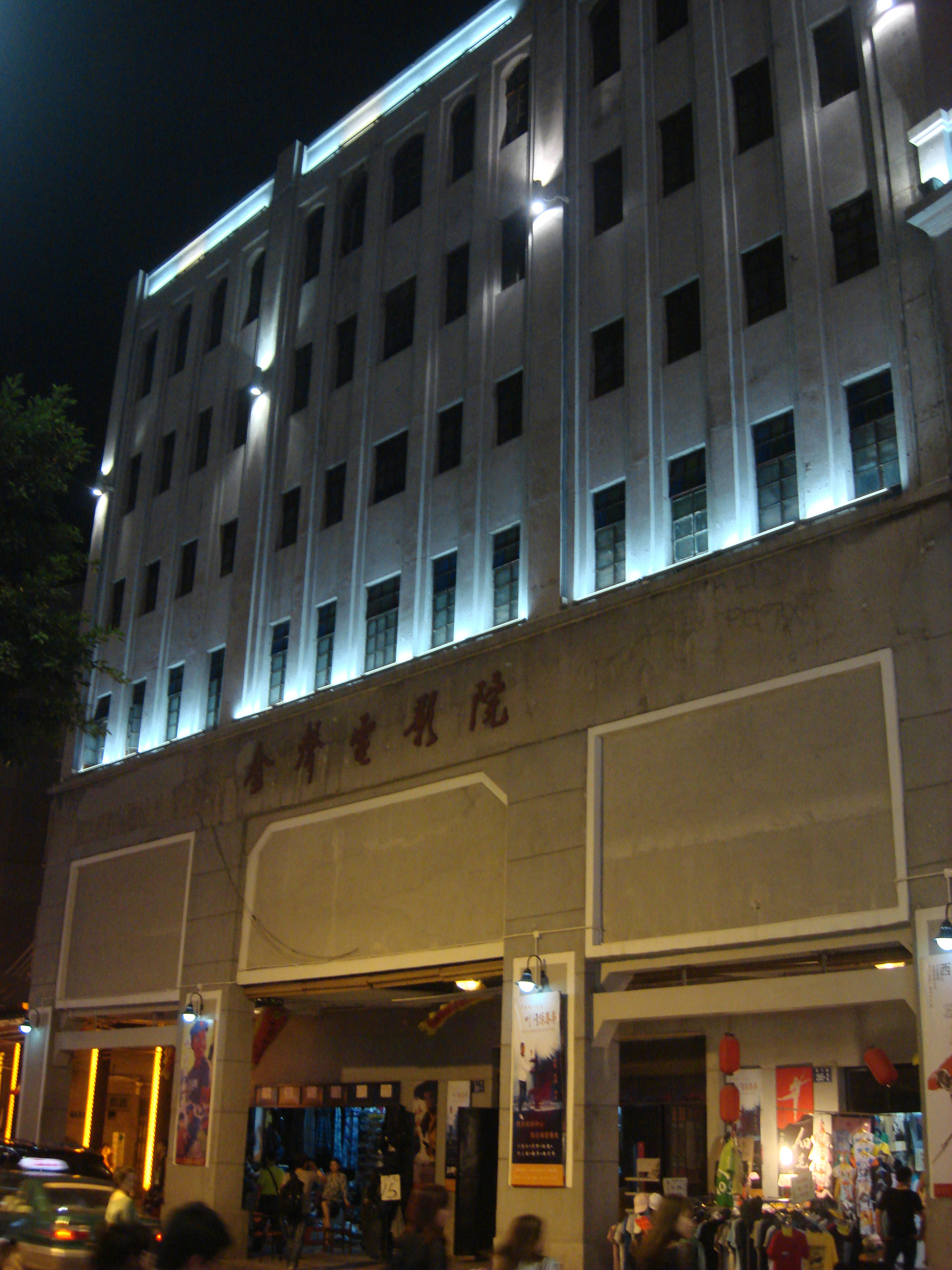
金声电影院夜景（2011年）

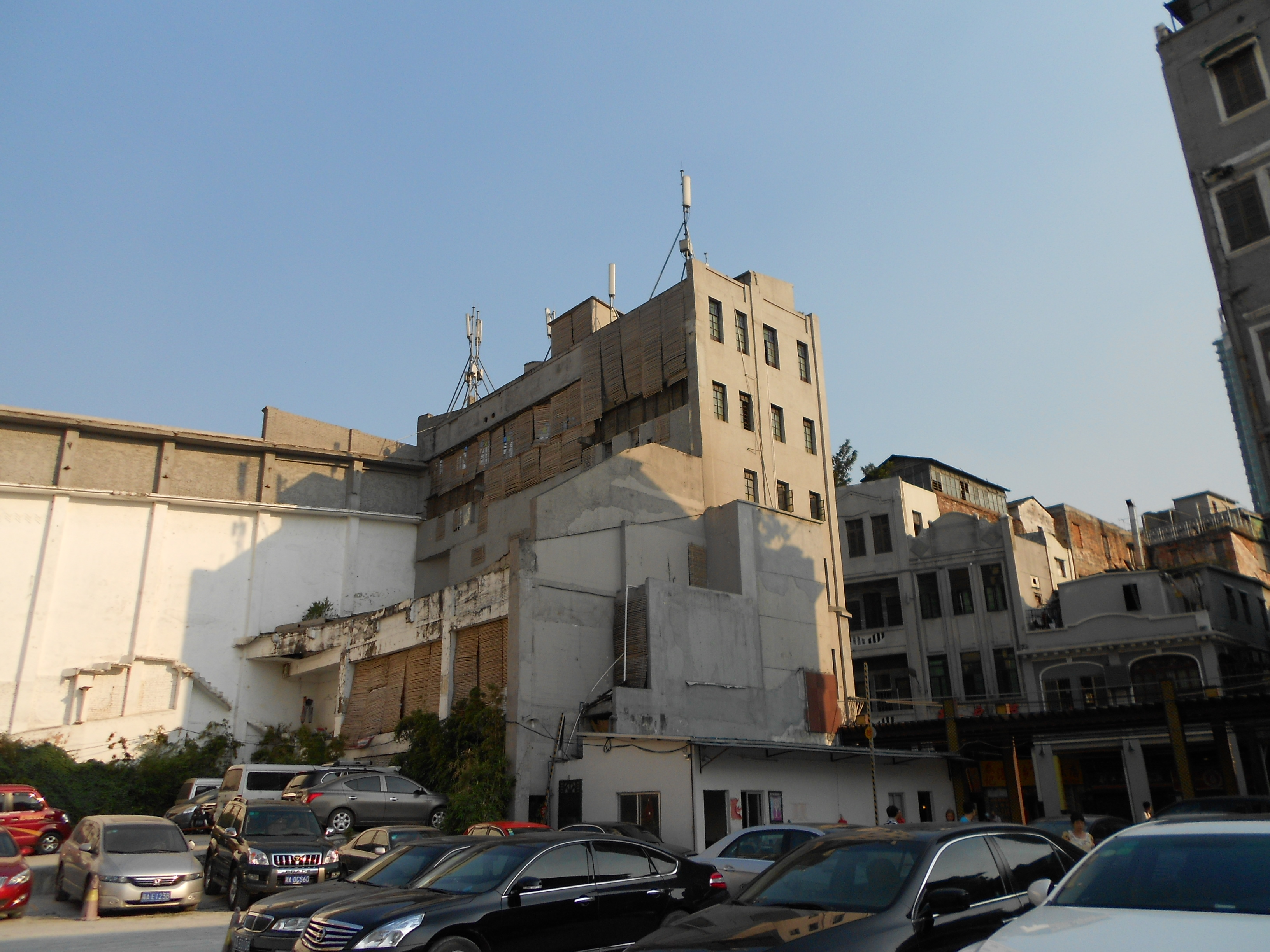
戲院原有建築被拆得只剩前面的外牆（後面）

金声电影院（英語：Grand Theatre，原名金声戏院）是廣州的一間老牌戲院，位於广州市西关恩宁路（与宝华路交界处），是一栋六层高的骑楼建筑，外墙为灰褐色。在恩寧路舊城改造中结业，拆卸半毀後形似大三巴，具一定知名度。

## 历史
金声由1932年曾侨居美国的台山商人朱荫桥、朱家藩创建。戲院由林克明設計，為楼高六层的骑楼，建筑面积为2500多平方米，1934年2月14日开业，名金声戏院，并取英文名GRANDTHEATER，意即大戏院，以放映美国电影为主。
中共建政後，1956年被强制公私合营。文化大革命期间被改名作东方电影院。1970年代末戏院达到辉煌期，并于1992年、1995年分别投资700多万元人民币进行改造装修。
后来业绩开始下滑，逐渐沦为广州的二线影院。为挽救颓势曾兼营录像带放映、卡拉OK、咖啡厅、电子游戏机厅及商场等。2007年11月29日，因“消防未达标”无钱整改而结业。
2010年3月，金声的主楼被清拆，原戲院放映機亦不知所終，现仅存写着“金声电影院”金漆大字的牌楼，情形类似澳门大三巴牌坊。地下一楼现变成杂货铺。拆遷前後，恩寧路關注人士曾在其空地播映剪輯片「金聲淚」，以悼念本土文化歷史的消解。
2023年6月30日，金声电影院在广州黄埔大悦汇重新开业，改名为“金声金逸电影院”。